# Dimension combinatoire
La dimension combinatoire est une notion de dimension qui n'est utilisée essentiellement qu'en géométrie algébrique avec la topologie de Zariski.

## Définition
Soit X un espace topologique. La dimension topologique de X est la longueur n maximale d'une suite strictement croissante de fermés irréductibles non vides {\displaystyle F_{0}\subsetneq F_{1}\subsetneq \cdots \subsetneq F_{n}}.

## Intuition - exemple
Considérons une surface (algébrique) S, par exemple un paraboloïde. On la munit de la topologie de Zariski, c'est-à-dire qu'on s'intéresse à une classe particulière de sous-objets (de sous-ensembles) de S, qu'on appelle des fermés irréductibles Zariski de S et qui sont :
- d'abord, les fermés triviaux que sont S elle-même et l'ensemble vide ;
- les courbes dessinées sur S (on n'entre pas dans les détails ; on se contente d'une intuition) ;
- les points de S.

Les fermés de S sont les unions finies de fermés irréductibles.
Alors, la surface est de dimension topologique 2. En effet, si on cherche la plus longue suite strictement croissante de fermés irréductibles de S, on part d'un point, qu'on inclut dans une courbe dessinée sur S (il y a plein de choix possibles), qu'on inclut dans S.